# Chiefs d'Atlanta
Maillots
Le club des Atlanta Chiefs était un club américain de football basé à Atlanta, aujourd'hui disparu. Il disputait ses matchs à domicile au Atlanta-Fulton County Stadium.
Le club a été fondé en 1967. L'année suivante, il remporte le championnat NASL (North American Soccer League) et est battu en finale en 1971. Le club disparaît en 1973 puis reformé en 1979. Pendant deux ans, il disputera simultanément la NASL et le championnat américain indoor. En 1981, le club est définitivement dissout.
Un de ses anciens joueurs, le sud-africain Kaizer Motaung a fondé un club en Afrique du Sud en accolant son prénom au nom de son ancienne équipe américaine : le Kaizer Chiefs Football Club.  

## Palmarès
- Championnat North American Soccer League : 1968